# 欧州宇宙技術研究センター
欧州宇宙技術研究センター（おうしゅううちゅうぎじゅつけんきゅうセンター、英：European Space Research and Technology Centre、ESTEC）は、主に宇宙機に関する技術の開発や試験を行う欧州宇宙機関のセンターである。オランダ西部の南ホラント州ノールトウェイクに置かれている。
欧州宇宙技術研究センターでは、約2500人の技術者や科学者がミッションの設計、宇宙機の開発等に従事している。欧州宇宙機関が打ち上げる装置のほとんどはこのセンターで試験を受ける。
スペースエキスポは、欧州宇宙技術研究センターのPRセンターである。宇宙探査について恒久的な展示を行っている。